# 弗朗克斯峰
弗朗克斯峰（英語：Francs Peak）海拔13158英尺（4011公尺），是阿布薩羅卡嶺的最高點，阿布薩羅卡嶺從美國懷俄明州中北部延伸到蒙大拿州中南部。弗朗克斯峰位於肖肖尼國家森林中，也是懷俄明州帕克縣的最高點，黃石國家公園的大部分地區皆位於帕克縣。弗朗克斯峰以奧托·弗朗克（Otto Franc）的名字命名。